# Cartaletis ethelinda
Cartaletis ethelinda är en fjärilsart som beskrevs av Kirby 1896. Cartaletis ethelinda ingår i släktet Cartaletis och familjen mätare. Inga underarter finns listade i Catalogue of Life.